# Хатторф (Гарц)
Хатторф (нем. Hattorf am Harz) — община в Германии, в земле Нижняя Саксония.
Входит в состав района Остероде. Подчиняется управлению Хатторф ам Харц. Население составляет 4234 человека (на 31 декабря 2010 года). Занимает площадь 29,19 км².
| Год  | Население |
| ---- | --------- |
| 1990 | 4265      |
| 1995 | 4351      |
| 2000 | 4472      |
| 2005 | 4408      |
| 2010 | 4287      |